# Tyren (stjernebillede)
 For alternative betydninger, se Tyren. (Se også artikler, som begynder med Tyren)
Tyren (Taurus) er et stjernebillede på den nordlige himmelkugle.
Dette stjernebillede hænger også sammen med stjernetegnet Kusken (auriga) gennem stjernen β. Tyren er især kendt for den meget markante stjerne Aldebaran, der udgør tyrens øje. Aldebaran er rødlig og af størrelsesklassen 0,8; altså meget lysstærk.
Omkring Aldebaran ligger den åbne hob Hyaderne (θ på tegningen). Aldebaran er ikke en del af Hyaderne, i det Hyaderne ligger noget længere væk end Aldebaran (30 lysår mod 15). I meget store teleskoper kan det ses at Hyaderne består af omkring 200 stjerner.
Til sidst skal Plejaderne nævnes. Pleiaderne bliver også kaldt Syvstjernen, da man på meget klare nætter kan skelne syv stjerner fra hinanden. Pleiaderne er imidlertid en åben hob (ligesom Hyaderne), bestående af godt 100 stjerner, og også Pleiaderne er et meget smukt syn i en kikkert.